# Gösta Wennersten
Per Gösta Wennersten, född 5 oktober 1915 i Gustav Adolfs församling i Skaraborgs län, död 9 mars 1994 i Odensjö församling i Kronobergs län, var en svensk ämbetsman (kommerseråd).

## Biografi
Gösta Wennersten var son till ingenjör Nils Wennersten och dennes maka Ester, född Henriksson, och växte upp i Habo och Höör. Han avlade studentexamen vid det kommunala gymnasiet i Eslöv. 
Wennersten var anställd till tullverket, som kammarskrivare från 1936. Han var sedan anställd vid industrikommissionen 1942–1947, därefter byrådirektör vid Riksnämnden för ekonomisk försvarberedskap och från 1950 chef för utredningsbyrån vid Statens handels- och industrikommission. 1956 utsågs han till kommerseråd och sakkunnig och utredare vid kommerskollegium med fokus på frihandelsfrågor. 1963 tillträdde han som chef för exportkreditnämnden och avslutade sin karriär som sakkunnig på Handelsdepartementet 1973–1975. Han var riddare av Nordstjärneorden. 
Gösta Wennersten gifte sig 1939 med Birgit, född Holte (1916–2009), och hade med henne tre barn. 
Gösta Wennersten ligger begraven på Odensjö kyrkogård.